# Who's Your Caddy?
Who's Your Caddy? es una película de 2007 de comedia dirigida por Don Michael Paul, y protagonizada por Big Boi, Lil Wayne, Andy Milonakis, Faizon Love, Terry Crews, Tony Cox, Jeffrey Jones, y Jesper Parnevik. Es la primera película producida por Robert L. Johnson, en Our Stories Films. Fue lanzada el 27 de julio de 2007 en los Estados Unidos y lanzadaen DVD el 27 de noviembre de 2007.

## Trama
Cuando un magnate de Atlanta trata de unirse a un club de campo conservador en las Carolinas, se encuentra con la feroz oposición del presidente de la junta - pero no hay nada que él y su séquito no puedan manejar.

## Elenco
- Big Boi como Christopher "C-Note" Hawkins (acreditado como "Antwan André Patton").
- James L. Avery como Caddy Mack.
- Bruce Bruce como Golf-Ball Eddie.
- Tony Cox como Big Willie Johnson.
- Terry Crews como Tank.
- Faizon Love como Big Large.
- Finesse Mitchell como Dread.
- Jeffrey Jones como Cummings.
- Jesper Parnevik como Él mismo.
- Andy Milonakis como Wilson Cummings.
- Sherri Shepherd como Lady G.
- Tamala Jones como Shannon Williams.
- Garrett Morris como Rev. JJ Jackson
- Cam Gigandet como Mick.
- Chase Tatum como Kidd Clean.
- Susan Ward como Mrs. Cummings
- Lawrence Hilton-Jacobs como Joseph Williams.
- Robert Curtis Brown como Frosty.
- Matthew Reichel como Él mismo.
- Lil Wayne como él mismo.

## Recepción
La película tuvo críticas negativas.

## Taquilla
La película obtuvo US$2.76 millones en su primera semana en la taquilla. Al momento que la película dejó la taquilla, había ganado $5,713,425.